# Minerbio
Minerbio ist eine italienische Gemeinde mit 8949 Einwohnern (Stand 31. Dezember 2023) in der Metropolitanstadt Bologna. Die Bezeichnung Minerbio stammt aus der römischen Epoche und war der Göttin Minerva gewidmet.

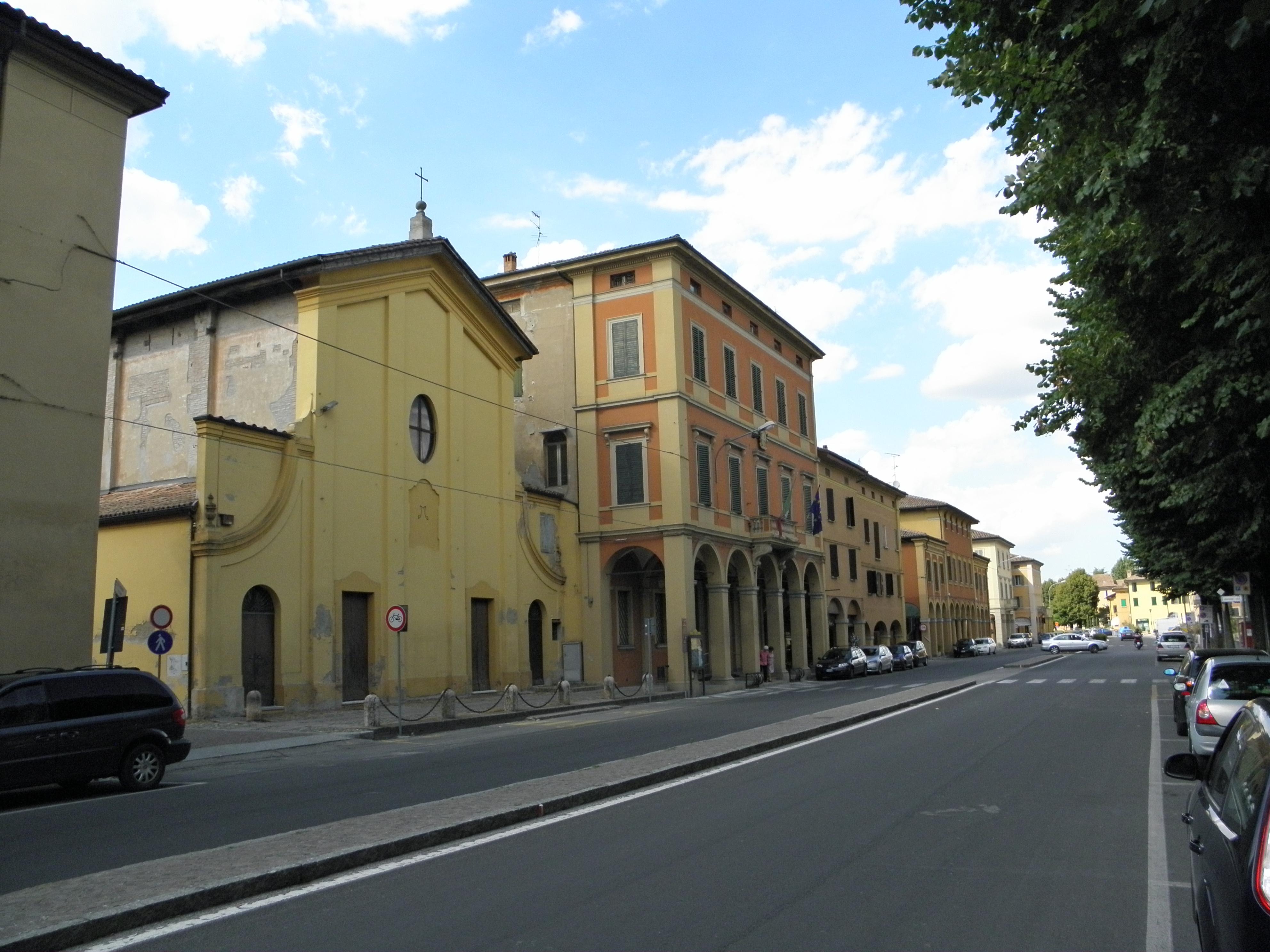
Minerbio

Zusammen mit den Gemeinden Budrio, Granarolo dell’Emilia, Malalbergo, Baricella und Molinella ist Minerbio Teil der „Associazione Terre di Pianura“ (übersetzt etwa Vereinigung der Städte in der (Po-)Ebene).

## Geschichte
Die Gegend rund um Minerbio ist sicher schon seit der römischen Epoche besiedelt. Dies wird nicht nur durch den Ursprung des Namens, sondern besonders auch durch die römischen Spuren belegt, die heute noch in den umliegenden Gegenden sichtbar sind. Die Trockenlegung dieser Gebiete begann schon in den ersten Phasen der Romanisierung und war grundlegend für die Nutzbarmachung des Landes. Die Römer haben die Siedlung entscheidend bis ins späte Mittelalter hinein geprägt.
Eines der ältesten Dokumente, die das Gebiet von Minerbio betreffen, ist auf den 2. November 1186 datiert, die Gründung der Gemeinde Minerbios wird aber trotzdem auf das Datum des De Pactis Altedi von 1231 fixiert.
Auf der Piazza Maggiore in Bologna, vor den Augen des ganzen Volkes, überließ der Oberbürgermeister von Bologna, Federico da Lavellolungo Bresciano, 150 Familien das Gebiet um Altedo und Minerbio. Es ist nicht genau bekannt, warum sich die Familien, alle aus Mantua, in der Gegend von Bologna niederließen, wahrscheinlich, um vor den Kämpfen zwischen den Guelfi und den Ghibellini zu flüchten, es ist aber auch möglich, dass klimatische Änderungen oder einfach wirtschaftliche Gründe das Leben in Mantua verschlechterten.
Dieser erste Kern von Einwohnern ließ sich womöglich im heutigen Altstadtviertel nieder, in dem die typischen Formen des antiken mittelalterlichen Kastells erkennbar sind. Außerdem sind die rechtwinkligen Straßenkreuzungen erhalten geblieben.
Die Ankunft der noblen Familie der Isolani brachte wichtige Veränderungen in die Siedlung. Aus Zypern kommend (daher wahrscheinlich auch der Name Isolani), kamen sie in den ersten Jahren des 14. Jahrhunderts in Bologna an und wurden umgehend berühmte Seidenhändler. In Minerbio begannen sie, Land zu kaufen, bis sie sehr große Besitztümer hatten. 1369 hinterließ Domenica Isolani die testamentarische Verfügung, für das Volk eine Kirche zu errichten, auch ein Zeichen der engen Beziehung zwischen der noblen Familie und den Einwohnern. Unter der Leitung von Carlo Francesco Dotti wurde diese Kirche im 18. Jahrhundert erbaut und wurde als eine der Schönsten der Region Bologna bezeichnet.
Die Familie der Isolani entwickelte sich langsam aber stetig von einfachen reichen Grundbesitzern zu richtigen Feudalherren mit großem Landbesitz, über die Jahrhunderte hinweg wurde die Familie eine der Wichtigsten jener Zeit.
Das entscheidende Ereignis war die Hilfe im Krieg Ende Juni 1402 in der Gegend von Casalecchio di Reno, vor der Porta Saragozza. Iacopo Isolani stattete die Minerbiesi mit Waffen aus und nahm am Krieg teil. Zusammen mit den anderen noblen Familien machte er sich in der Nacht auf den Weg nach Porta S. Donato. Ihre Truppen nahmen die Stadt in Besitz und entmachteten die Regierung der Bentivoglio über Bologna.
Die Viskonts wollten sich hierfür erkenntlich zeigen und erweiterten die Ländereien der Familie Isolani, die vorher auf die Zone des Schlosses beschränkt waren, im Jahre 1403. Die Urkunde des Viskonts ist das erste Dokument, das den Einstand der Isolanis als Feudalherren belegt. Ab diesem Moment entwickelte sich das Viertel, das wahrscheinlich schon seit den ersten Siedlern aus Mantua bestand, zu der jetzigen definitiven Form. Ein prächtiger geschichtlicher und künstlerischer Gebäudekomplex windet sich um die stattliche Festung, deren Bau auf das Jahr 1403 zurückgeht. 1527 nach dem Durchziehen der Landsknechte zerstört, wurde sie Mitte des 16. Jahrhunderts wieder aufgebaut und enthält im Inneren eine Reihe von Fresken, deren Entwürfe im British Museum in London aufbewahrt werden. Sie sind Zeugen einer der berühmtesten Maler dieser Zeit: Amico Aspertini.
Zum Komplex gehören auch eine schöne Villa aus dem 17. Jahrhundert, die Bartolomeo Triachini zugeschrieben wird, sowie der elegante Turm Colombaia. Er wurde 1536 erbaut und gilt als ein architektonisches Schmuckstück mit der hölzernen Spiraltreppe von Jacopo Barozzi.
Mit dem Einstand als Papst von Clemente VII in 1524 wurde Minerbio auf ewig eine Grafschaft unter dem Besitz von Giovanni Francesco Isolani und seinen Erben, mit einer Gebietsvergrößerung sehr viel größer als das, was bei dem Einstand als Feudalherr hinzukam.
Der Senat von Bologna beendete seine Präsenz in diesen Gebieten, inmitten des Bereichs seiner Gerichtsbarkeit, aber nie. 1712 entflammten sich die Konflikte wieder neu und nach einer Serie von Geschehnissen verloren die Isolani definitiv ihrer alten Rechte, und ihre verbliebenen Gebiete wurden der Gemeinde von Minerbio zugeordnet.
Mit dem Fall der Isolani vergrößerte sich die Siedlung, entlang des Betts des Flusses Savena, der das damalige Zentrum des Ortes durchschnitt. Der Fluss, der auch die Gräben des befestigten Viertels mit Wasser versorgte, wird auch Savena Vecchia (Alter Savena) genannt, da er auf eine lange Geschichte zurückblicken kann, und heutzutage taucht der Name auch in zwei Straßennamen auf (Richtung Ferrara: Via Savena Inferiore; Richtung Bologna: Via Savena Superiore).
Ein anderes Beispiel der Festungs-Architektur im Umkreis ist das Castello dei Manzoli (Schloss der Manzoli) im Ortsteil von San Martino in Soverzano. In der ersten Hälfte des 16. Jahrhunderts erbaut und unter der Leitung von Alfonso Rubbiani im 20. Jahrhundert renoviert, ist es ein herausragendes Beispiel des neugotischen Baustils von Bologna.
Mit der Ankunft von Napoléon Bonaparte wurde das Gebiet umgegliedert und mehr als 16 Orte in der Zone von Minerbio wurden zusammengefasst. Nach 1815 wurde Minerbio der Gemeinde Budrio zugeordnet, drei Jahre später aber wieder selbst zur Gemeinde ernannt, eingegliedert diesmal auch Ca’ de Fabbri und San Giovanni in Triario. Auch noch im 19. Jahrhundert viele öffentliche Gebäude errichtet. Erste Industrie entstand und am Ende des Jahrhunderts wurden die ersten Arbeitervereinigungen, wie zum Beispiel die Società Operaia di Mutuo Soccorso (1883) gegründet.
Zu Beginn des 20. Jahrhunderts kamen die Sozialisten an die Macht. Der Beginn der Eisenbahnlinie Bologna-Malalbergo gab der Region Schwung, doch dann kamen die beiden Weltkriege, die viele Opfer forderten.

## Politik
Der Bürgermeister heißt Lorenzo Minganti und wurde am 8. Juni 2009 gewählt.

### Städtepartnerschaften
Minerbio unterhält Städtepartnerschaften mit folgenden Orten:
- Camugnano, Italien
- Hirrlingen (Deutschland)
- Hajós (Ungarn)

## Söhne und Töchter
- Benito Cocchi (1934–2016), katholischer Erzbischof von Modena-Nonantola